# مارك ستون
مارك ستون (بالإنجليزية: Mark Stone)‏ هو سياسي أمريكي، ولد في 17 يونيو 1957 في الولايات المتحدة. حزبياً، نشط في حزب كاليفورنيا الديمقراطي ‏. وقد انتخب عضو جمعية ولاية كاليفورنيا.

## وصلات خارجية
- الموقع الرسمي